# Новоселецк (Ленинское сельское поселение)
Новоселецк — деревня в Таврическом районе Омской области. Входит в состав Ленинского сельского поселения.

## История
Основана в 1914 году. В 1928 году село Ново-Селецкое состояло из 79 хозяйств, основное население — украинцы. В административном отношении являлось центром Ново-Селецкого сельсовета Тавричесского района Омского округа Сибирского края.

## Население
| 1926 | 2010 |
| ---- | ---- |
| 430  | ↗510 |

## Улицы
- ул. Берёзовая,
- ул. Лесная,
- ул. Молодёжная,
- ул. Садовая,
- ул. Северная.